# Чолистан
Чолиста́н, также известная как Холистан или Рохи (урду چولستان‎ — чолистан, в.-пандж. روہی — рохи, англ. Cholistan), — пустыня, расположенная в штате Пенджаб, в Пакистане к юго-востоку от города Бахавалпур. По различным оценкам занимает площадь от 16 000 до 26 000 км². Примыкает к пустыне Тар, расположенной на территориях пакистанской провинции Синд и Индии, нередко рассматривается как часть этой пустыни.
Название Чолистан происходит от тюркского слова «чоль», что означает, «пустыня». Соответственно, Чолистан означает «пустынная земля» или «земля пустынь».
Население Чолистана ведёт полукочевой образ жизни, меняя своё расположение в поисках воды и пастбищ скоту. Через пустыню проходит высохшее русло реки Хакра, вдоль которого были найдены остатки населённых пунктов Индской цивилизации.
21 830 км² пустынных земель Чолистана являются особо охраняемой природной территорией.
С 2005 года в Чолистане проводятся ежегодные соревнования по ралли — «Cholistan Desert Jeep Rally».